# Aït Makhlouf
Aït Makhlouf är en ort i Marocko.   Den ligger i regionen Fès-Meknès, 240 km öster om huvudstaden Rabat.